# Amrit Maghera
Pour les articles homonymes, voir Maghera.
Amrit Maghera, aussi appelée Amy Maghera, est une actrice et mannequin britannique, née en mars 1983 à Milton Keynes (Angleterre).
D'origine indienne, elle joue dans des films en hindi, anglais et pendjabi.
De 2015 à 2017, elle est apparue dans le feuilleton britannique Hollyoaks dans le rôle de Neeta Kaur.

## Biographie
Amrit Maghera naît en 1983 à Milton Keynes, en Angleterre d'une mère d'origine indienne, de langue punjabi, et d'un père est écossais et anglais.
Elle commence sa carrière en tant que danseuse pour Kanye West et Guns N' Roses. Elle travaille comme danseuse d'arrière-plan sur les décors d'un film de Bollywood à Mumbai lorsqu'elle est repérée par une agence de mannequins qui conclut un contrat de cinq ans avec Lakmé, la plus grande entreprise de cosmétiques haut de gamme en Inde,  marque pour laquelle est devient ambassadrice. Elle joue également le rôle de danseuse d'accompagnement pour la chanson One Pound Fish de One Pound Fish Man en décembre 2012. Cela lance sa carrière dans le mannequinat alors qu'elle continue à faire des missions pour des marques réputées comme Satya Paul, Miss Sixty, L'Oréal, Skechers, Nokia et Olay entre autres, en plus de participer à des défilés de mode avec des designers comme Alison Kanugo et Neeta Lulla.
En 2014, elle apparait dans le film Mad About Dance pour lequel elle est également la voix principale. Le film pendjabi Goreyan Nu Daffa Karo, avec le chanteur Amrinder Gill, suit peu de temps après.
En avril 2015, elle est mise en scène dans le film anglo-asiatique Amar Akbar and Tony. Elle  joue ensuite aux côtés de Sandhya Mridul, Tannishtha Chatterjee, Sarah-Jane Dias et Anushka Manchanda dans le film Déesses indiennes en colère (2015), un film qui marque les débuts de Pan Nalin dans le cinéma hindi grand public. En octobre 2015, Maghera rejoint le casting du feuilleton de Channel 4, Hollyoaks, dans le rôle de Neeta Kaur. Elle quitte la série en novembre 2017 après la mort de son personnage. Sa scène de mort a été nommée pour le meilleur show-stopper aux prix Inside Soap 2018.

## Filmographie
- 2008 : Yuvvraaj (en) : Shazia (film en hindi, créditée comme Aimee Maghera)
- 2014 : Goreyan Nu Daffa Karo (en) : Alisha (film en pendjabi, avec Amrinder Gill comme acteur principal)
- 2014 : Mad About Dance (en) : Aashira Qureshi (en hindi, aussi chanteuse)
- 2015 : Déesses indiennes en colère : 'Jo' Joanna (en hindi)
- 2015 : Amar Akbar and Tony (en) (un film anglo-asiatique, en anglais)
- 2015-2017 : Hollyoaks : Neeta Kaur (série télévisée en anglais, actrice régulière)
- 2018 : Casualty : Nadia Badhir (en anglais, 1 épisode)
- 2021 : Skater Girl de Manjari Makijany : Jessica (long métrage en hindi et anglais)